# Felsőzorlenc
Felsőzorlenc románul: Zorlencior, falu Romániában, a Bánságban, Krassó-Szörény megyében.

## Fekvése
Alsózorlenctől északkeletre fekvő település.

## Története
Felsőzorlenc, Zorlenc nevét 1603-ban említette először oklevél Kis-Zorlencz néven.
1808-ban Zorlencz (Kis-), Zorlenczul-mik, 1888-ban Kis-Zorlencz, 1913-ban Felsőzorlenc néven volt említve. A trianoni békeszerződés előtt Krassó-Szörény vármegye Temesi járásához tartozott. 1910-ben 587 lakosából 585 román és görög keleti ortodox volt.

## Források

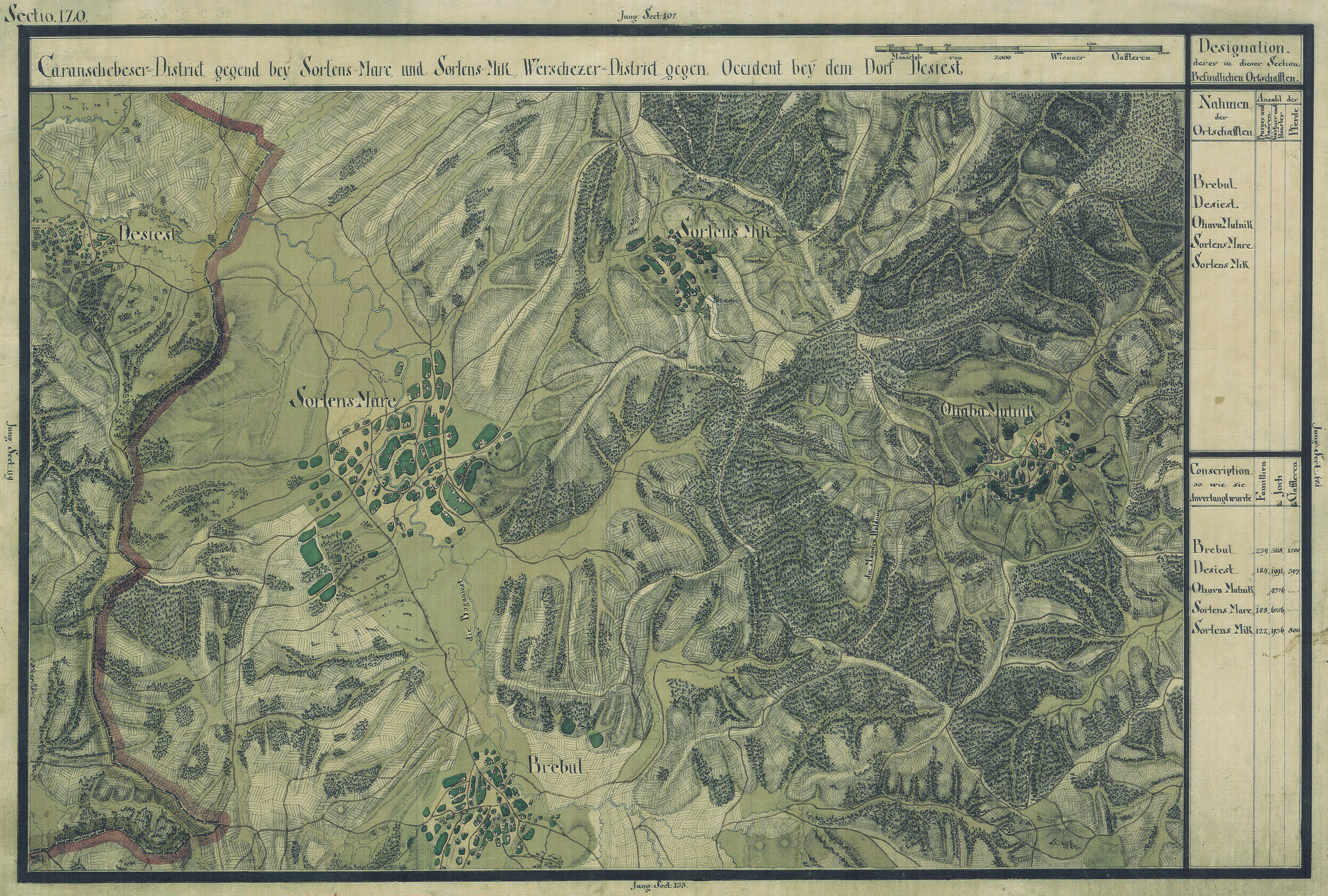
Felsőzorlenc egy régi, az 1700-as évekből való térképen